# Il grande sonno (film 1946 Clampett)
Il grande sonno (The Big Snooze) è un film del 1946 diretto da Robert Clampett. È un cortometraggio d'animazione della serie Looney Tunes, uscito negli Stati Uniti il 5 ottobre 1946. Fu l'ultimo cartone animato che Clampett diresse per la Warner Bros. Cartoons; come nel caso di La rossa che incendia, il film fu completato da Arthur Davis dopo che Clampett lasciò lo studio, ma nessuno dei due fu accreditato. È stato trasmesso in televisione anche col titolo Il grande pisolino.

## Trama
Dopo essere stato ingannato da Bugs Bunny per l'ennesima volta durante un inseguimento, Taddeo si arrabbia con gli sceneggiatori perché non gli hanno mai permesso di catturare il coniglio, così strappa il suo contratto con la Warner Bros. e lascia il set per dedicare la sua vita alla pesca nonostante Bugs lo supplichi di ripensarci. Durante una rilassante battuta di pesca, Taddeo si addormenta, così Bugs prende un sonnifero ed entra nel suo sogno rovinandolo. Taddeo si ritrova quindi in un incubo surreale in cui Bugs lo tormenta con un gran numero di conigli, poi lo veste da donna e lo fa inseguire da un trio di lupi eccitati. Bugs e Taddeo terminano l'inseguimento gettandosi da una nuvola, e mentre Bugs ferma la sua caduta bevendo una pozione, Taddeo continua a cadere fino a svegliarsi. Quindi, ricompone il suo contratto con la Warner e ricomincia a inseguire Bugs.

## Distribuzione

### Edizione italiana
Il corto fu distribuito nei cinema italiani il 19 maggio 1949 coi titoli Il lupo, la lepre e il cacciatore e Rosicchio e il cacciatore. Fu ridoppiato a Milano nel 1986 per la distribuzione in VHS. Dieci anni dopo la Angriservices Edizioni lo ridoppiò nuovamente per la televisione sotto la direzione di Renzo Stacchi. In tale occasione la battuta in cui Bugs cita, con dei giochi di parole, le coppie di "Rabbit and Costello" e "Damon and Runyon", fu modificata sostituendo i suddetti nomi con Titti e il Gatto Silvestro (benché nel 1946 tale coppia non esistesse ancora) e Sussi e Biribissi (nonostante il libro non sia mai stato tradotto). Non essendo stata registrata una colonna internazionale, in tutti i doppiaggi fu sostituita la musica presente durante i dialoghi.

### Edizioni home video

#### VHS
America del Nord
- Bugs Bunny and Elmer Fudd Cartoon Festival Featuring "Wabbit Twouble" (1986)
- Bugs Bunny's Greatest Hits (1990)
- Bugs vs. Elmer (1990)
- The Golden Age of Looney Tunes Volume 4: Bob Clampett (1992)
- Looney Tunes: The Collector's Edition Vol. 11 (1999)

Italia
- Bunny il coniglio vol 2 (novembre 1986)

#### Laserdisc
- The Golden Age of Looney Tunes (11 dicembre 1991)

#### DVD e Blu-ray Disc
Il corto fu inserito come contenuto speciale nel DVD-Video di Notte e dì, uscito in America del Nord il 1º giugno 2004. Una volta restaurato, fu incluso nel primo disco della raccolta Looney Tunes Golden Collection: Volume 2 (intitolato Bugs Bunny Masterpieces) distribuita il 2 novembre 2004, dove è visibile anche con un commento audio di Bill Melendez; il DVD fu pubblicato in Italia il 16 marzo 2005 nella collana Looney Tunes Collection, col titolo Bugs Bunny: Volume 2. Fu poi incluso nel primo disco della raccolta DVD Looney Tunes Spotlight Collection Volume 8, uscita in America del Nord il 13 maggio 2014, e, nuovamente col commento audio, nel primo disco della raccolta Looney Tunes Platinum Collection: Volume Three, uscita in America del Nord in Blu-ray Disc il 12 agosto 2014 e in DVD il 4 novembre.

## Accoglienza
Nel suo libro Hollywood Cartoons, Michael Barrier scrive: "Purtroppo, Il grande sonno non è un trionfo – il disegno è sorprendentemente debole – ma in esso Clampett gestisce con disinvolta maestria gli ingredienti che gli avevano dato problemi in precedenza. C'è il sesso, c'è la violenza, ma nessuno dei due è minimamente inquietante: sono stilizzati – e addomesticati – non solo dal fatto che la maggior parte dell'azione si svolge in un sogno, ma anche dalla pervasiva stravaganza di sensazioni e gesti. Clampett prende persino in giro questa atmosfera colorata. (...) C'era un'enorme differenza tra lo spirito rilassato e spiritoso di questo cartone animato e lo spirito dei cartoni animati di Bugs Bunny che Clampett aveva realizzato un anno o due prima, e solo per questo motivo, Il grande sonno fu un'adeguata conclusione alla carriera di Clampett come regista della Warner Bros.".
Nel 2010 il film fu selezionato per l'inclusione nel libro di Jerry Beck The 100 Greatest Looney Tunes Cartoons; in tale occasione l'animatore underground Mark Newgarden scrisse che "c'è abbastanza id puro incorporato ne Il grande sonno da tenere una tavernetta di psicoanalisti a decostruire il cartone animato per i prossimi 63 anni. Ma, nel frattempo, possiamo solo riderci sopra". Il curatore del libro Jerry Beck scrive che "Clampett, che ha disegnato mondi immaginari diverse volte in precedenza, supera se stesso con le immagini nell'incubo di Taddeo. I conigli astratti prefigurano il minimalismo dei cartoni animati della United Productions of America (UPA) e il paesaggio surreale che combina nuvole, cieli gialli e note musicali è la cosa più vicina a un trip di acidi dei Looney Tunes che potremo mai vedere. Clampett esce di scena col botto".